# Covington (Kentucky)
Covington – miasto w Stanach Zjednoczonych (Kentucky), nad rzeką Ohio, w aglomeracji Cincinnati.
Liczba mieszkańców w 2005 roku wynosiła ok. 42 tys. mieszkańców.
W mieście rozwinął się przemysł spożywczy, papierniczy oraz elektroniczny.